# Unearthed (album)
Unearthed je box set Johnnyja Casha objavljen 2003. Producirao ga je Rick Rubin, a objavio American Recordings. Na prva tri diska nalaze se snimke i alternativne verzije pjesama snimljenih tijekom snimanja albuma American Recordings, Unchained, American III: Solitary Man i American IV: The Man Comes Around. Četvrti disk, My Mother's Hymn Book, je kolekcija gospel pjesama koje je Cash naučio kao dijete od svoje majke. Posljednji disk je kompilacija pjesama s prva četiri albuma za American.

## Disk 1 -Who's Gonna Cry
Na prvom disku nalaze se akustične solo snimke u stilu albuma American Recordings. Pjesme su većinom iz Cashove ranije karijere.

### Popis pjesama
1. "Long Black Veil" (Danny Dill/Marijohn Wilkin) – 3:15
Originalno snimljena u Cashovoj izvedbi za Orange Blossom Special (1965.)
2. "Flesh and Blood" (Cash) – 2:29
Originalno snimljena u Cashovoj izvedbi za I Walk the Line (1970.)
3. "Just the Other Side of Nowhere" (Kris Kristofferson) – 3:18
Originalno snimljena u Kristoffersonovoj izvedbi za Kristofferson (1970.)
4. "If I Give My Soul" (Billy Joe Shaver) – 3:01
Originalno snimljena u Shaverovoj izvedbi za Tramp on Your Street (1993.)
5. "Understand Your Man" (Cash) – 2:06
Originalno snimljena u Cashovoj izvedbi za I Walk the Line (1964.)
6. "Banks of the Ohio" (Maybelle Carter) – 4:07
Originalno snimljena u Cashovoj izvedbi s Carter Family za Columbia Records 1963. za Keep On The Sunnyside (1964.)
7. "Two Timin' Woman" (Cash) – 2:06
Originalno snimljena u Cashovoj izvedbi za Sun Records i objavljena na Original Sun Sound (1964.)
8. "The Caretaker" (Cash) – 1:55
Originalno snimljena u Cashovoj izvedbi za Songs of Our Soil (1959.)
9. "Old Chunk of Coal" (Shaver) – 1:54
Originalno snimljena u Cashovoj izvedbi 1978.
10. "I'm Going to Memphis" (Hollie Dew/Alan Lomax) – 2:40
Originalno snimljena u Cashovoj izvedbi za Ride This Train (1960.)
11. "Breaking Bread" (Randy L. George) – 2:48
12. "Waiting for a Train" (Jimmie Rodgers) – 1:46
Originalno snimljena u Cashovoj izvedbi za Blood, Sweat and Tears (1963.)
13. "Casey's Last Ride" (Kristofferson) – 3:21
Originalno snimljena u Cashovoj izvedbi za Rainbow (1985.)
14. "No Earthly Good" (Cash) – 2:43
Originalno snimljena u Cashovoj izvedbi za The Rambler (1976.)
15. "The Fourth Man in the Fire" (Arthur "Guitar Boogie" Smith) – 2:48
Originalno snimljena u Cashovoj izvedbi za The Holy Land (1969.)
16. "Dark as a Dungeon" (Merle Travis) – 3:00
Originalno snimljena u Cashovoj izvedbi za Old Golden Throat (1968.)
17. "Book Review" (dijalog) (Bobby George/Charlie Williams) – 2:07
18. "Down There by the Train" (Tom Waits) – 5:49
Alternativna verzija s albuma American Recordings

## Disk 2 -Trouble in Mind
Album je snimljen po uzoru na Unchained. Većina pjesama je električna, u lakonskom su stilu, a Casha prate Tom Petty and the Heartbrekers, članovi Red Hot Chili Peppersa, Red Devils, ili članovi njegove obitelji. Na albumu se nalaze mnoge obrade pjesama koje Cash do tada nije snimio. Trajanje: 52:10.

### Popis pjesama
1. "Pocahontas" (Neil Young) – 3:43
Originalno snimljena u Youngovoj izvedbi za Rust Never Sleeps (1978.)
2. "I'm a Drifter" (Version 1) (Dolly Parton) – 3:50
Originalno snimljena u izvedbi Parton za All I Can Do (1976.)
3. "Trouble in Mind" (Richard M. Jones) – 3:32
4. "Down the Line" (Roy Orbison/Sam Phillips) – 2:38
5. "I'm Movin' On" (Hank Snow) – 2:54
6. "As Long as the Grass Shall Grow" (Peter La Farge) – 4:21 s June Carter Cash
Originalno snimljena u Cashovoj izvedbi za Bitter Tears: Ballads of the American Indian (1964.)
7. "Heart of Gold" (Young) – 3:01
Originalno snimljena u Youngovoj izvedbi za Harvest (1972.)
8. "The Running Kind" (Haggard) – 3:11 s Tomom Pettyjem
9. "Everybody's Trying to Be My Baby" (Carl Perkins) – 2:11
10. "Brown Eyed Handsome Man" (Chuck Berry) – 2:21 s Carlom Perkinsom
11. "Blue Yodel" (Jimmie Rodgers) – 3:38
12. "Devil's Right Hand" (Steve Earle) – 2:33
Prethodno snimljena u izvedbi grupe The Highwaymen za The Road Goes on Forever (1995.)
13. "I'm a Drifter" (Version 2) (Parton) – 3:45
14. "Like a Soldier" (Cash) – 2:55 s Williejem Nelsonom
Alternativna verzija s albuma American Recordings
15. "Drive On" (Cash) – 2:23
Alternativna verzija s albuma American Recordings
16. "Bird on the Wire" (Leonard Cohen) – 5:13
Uživo, orkestralna alternativna verzija s albuma American Recordings

## Disk 3 -Redemption Songs
Kao Solitary Man i The Man Comes Around, i ovaj disk je uglavnom akustičan, iako Casha na većini pjesama prati čitavi sastav. Kao i drugi disk, uključuje nekoliko dueta. Trajanje: 47:58.

### Popis pjesama
1. "A Singer of Songs" (Tim O'Connell) – 2:48
2. "The L & N Don't Stop Here Anymore" (Jean Ritchie) – 3:13
Originalno snimljena u Cashovoj izvedbi za Silver (1979)
3. "Redemption Song" (Bob Marley) – 3:27 s Joeom Strummerom
Originalno snimljena u Marleyjevoj izvedbi za Uprising (1980.)
4. "Father and Son" (Cat Stevens) – 2:49 s Fionom Apple
Originalno snimljena u Stevensovoj izvedbi za Tea for the Tillerman (1970.)
Originalno snimljena u Cashovoj izvedbi za Junkie and the Juicehead Minus Me (1974.)
5. "Chattanooga Sugar Babe" (Norman Blake) – 3:16

## Disk 4 -My Mother's Hymn Book
My Mother's Hymn Book je kolekcija kršćanskih duhovnih i crkvenih pjesama koje je Cash naučio od svoje majke dok je odrastao. Cash ga je snimio uz pratnju akustične gitare. Ovaj disk je objavljen kao samostalni album sljedeće godine pod istim naslovom, a zauzeo je 9. poziciju na ljestvici albuma kršćanske glazbe. Na bilješkama s omota Cash spominje kako mu je to najdraži album koji je ikad snimio.
To nije prvi Cashov prvi album posvećen gospel glazbi i crkvenim pjesmama; tijekom svoje dugogodišnje karijere je snimio nekoliko takvih albuma, a većina njegovih albuma je uključivala bar jednu pjesmu duhovne prirode. Zapravo, pjesme 6, 9 i 10 prethodno su snimljene za Hymns from the Heart (1962.), a pjesme 5, 11, 14 i 15 za Sings Precious Memories (1975.).

### Popis pjesama
1. "Where We'll Never Grow Old" (James C. Moore) – 3:31
2. "I Shall Not Be Moved" (V.O. Fossett) – 2:41
3. "I Am a Pilgrim" (Merle Travis) – 2:27
4. "Do Lord" (Fossett) – 2:12
5. "When the Roll Is Called up Yonder" (James Milton Black) – 1:36
6. "If We Never Meet Again This Side of Heaven" (Albert E. Brumley) – 2:31
7. "I'll Fly Away" (Brumley) – 1:54
8. "Where the Soul of Man Never Dies" (William Lee Golden/Wayne Raney) – 2:15
9. "Let the Lower Lights Be Burning" (Philip Bliss) – 3:14
10. "When He Reached Down His Hand for Me" (Marion Easterling/Thomas Wright/J.F.B. Wright) – 2:14
11. "In the Sweet By and By" (Sanford Fillmore Bennett/Joseph Philbrick Webster) – 2:25
12. "I'm Bound for the Promised Land" (Tradicionalna) – 2:15
13. "In the Garden" (C. Austin Miles) – 3:18
14. "Softly and Tenderly" (Will L. Thompson) – 3:17
15. "Just as I Am" (William Batchelder Bradbury/Charlotte Elliot) – 2:38

### Produkcijsko osoblje
- Karen Adams – član grupe
- Craig Allen – dizajn
- Martyn Atkins - fotografija
- John Carter Cash – bilješke s omota, pomoćni producent
- Rosanne Cash – bilješke s omota
- Lindsay Chase – koordinator produkcije
- Steven Kadison – asistent
- Vlado Meller – mastering
- Rick Rubin – producent

## Disk 5 -Best of Cash on American
Ovaj disk sadrži ono za što su producenti smatrali najboljim od Casha iz razdoblja snimanja za American Recordings. U biti, to je kompilacija najboljih pjesama s četiri albuma koje je objavio pod tom etiketom prije svoje smrti 2003. Trajanje: 52:14.
- S American Recordings (1994.):

1. "Delia's Gone" (Silbersdorf, Toops) – 2:19
2. "Bird on the Wire" (Leonard Cohen) – 4:04
3. "Thirteen" (Danzig) – 3:23
  - S Unchained (1996.):
4. "Rowboat" (Beck) – 3:45
5. "The One Rose (That's Left in My Heart)" (Lyon, McIntire) – 2:28
6. "Rusty Cage" (Cornell) – 2:50
7. "Southern Accents" (Petty) – 4:42
  - S American III: Solitary Man (2000.):
8. "Mercy Seat" (Cave, Harvey) – 4:35
9. "Solitary Man" (Diamond) – 2:25
10. "Wayfaring Stranger" (Tradicionalna) – 3:22
11. "One" (Bono, Clayton, Edge, Mullen) – 3:52
  - S American IV: The Man Comes Around (2002.):
12. "I Hung My Head" (Sting) – 3:52
13. "The Man Comes Around" (Cash) – 4:29
14. "We'll Meet Again" (Charles, Parker) – 2:57
15. "Hurt" (Trent Reznor) – 3:38

## Izvođači
- Johnny Cash - vokali, gitara, aranžer, adaptacija
- Glen Campbell - vokali, izvođač
- Fiona Apple - vokali
- Nick Cave - vokali
- Joe Strummer - vokali
- John Carter Cash - izvođač, aranžer, tehničar, pomoćni producent, adaptacija
- David Ferguson - izvođač, tehničar, miksanje
- D. Sardy - izvođač, tehničar, miksanje
- Greg Fidelman - izvođač, miksanje
- Bill Bateman - izvođač
- Norman Blake - izvođač
- Thom Bresh - izvođač
- Lester Bulter - izvođač
- Mike Campbell - izvođač
- Laura Cash - izvođač
- Jack Clement - izvođač
- Sheryl Crow - izvođač
- Howie Epstein - izvođač
- Steve Ferrone - izvođač
- Flea - izvođač
- John Frusciante - izvođač
- Terry Harrington - izvođač
- Smokey Hormel - izvođač
- Rami Jaffee - izvođač
- Roger Joseph Manning, Jr. - izvođač
- Tom Morello - izvođač
- Carl Perkins - izvođač
- Larry Perkins - izvođač
- Tom Petty - izvođač
- Juliet Prater - izvođač
- David Roe - izvođač
- Randy Scruggs - izvođač
- Paul "The Kid" Size - izvođač
- Chad Smith - izvođač
- Marty Stuart - izvođač
- Benmont Tench - izvođač
- Jimmy Tittle - izvođač

### Produkcijsko osoblje
- Rick Rubin - producent
- Richard Dodd, Thom Russo, Andrew Scheps, David Schiffman, Chuck Turner - tehničari
- Sylvia Massy - tehničar, miksanje
- Jim Scott - miksanje
- Vlado Meller - mastering
- Steven Kadison - asistent
- Christine Cano - umjetnička režija, fotografija, omot
- Martyn Atkins, Andy Earl - fotografija
- Lindsay Chase - koordinatorica produkcije
- Sylvie Simmons - intefvjuer, tekst